# Садочная улица
Са́дочная у́лица — строящаяся улица в Приморском районе Санкт-Петербурга. В соответствии с проектом, улица пройдёт от Афанасьевской улицы до Елисеевской улицы.
Необходимость в прокладке улицы вызвана строительство между ней и Малой Октябрьской (детской) железной дорогой жилого комплекса «Норманндия» (застройщик — ООО «Норманн-север», входящее в группу «Норманн»). Комплекс будет состоять из примерно 40 таунхаусов на 270 квартир.
В декабре 2013 года топонимическая комиссия приняла решение присвоить новой улице название Са́дочная. Оно связано с тем, что ранее в этом месте находился Садочный двор, где проходили са́дки — испытания охотничьих собак. Коломяжский садочный двор был создан в конце XIX века. Официально название ей было присвоено 12 августа 2014 года.
Согласно проекту планировки, Садочная улица будет ломаной, состоящей из четырех фрагментов. При этом по трассе северного фрагмента сейчас проходит железнодорожный подъездной путь Шувалово — промзона «Коломяги». Сейчас существует фрагмент улицы длиной около 200 метров, примыкающий к Афанасьевской улице и имеющий бетонной покрытие.